# Rayan Lutin
Rayan Lutin, né le 16 janvier 2003 à Villepinte, est un footballeur international comorien jouant au poste de milieu de terrain à l'Amiens Sporting Club. Il possède aussi la nationalité française.

## Biographie

### Carrière en club
Rayan Lutin évolue dans sa jeunesse au FC Villepinte, puis au Paris FC jusqu'en 2016. Il dispute notamment la Danone Nations Cup en 2015 au Maroc, et est élu meilleur joueur de la compétition. Après deux ans au FC Montfermeil, il intègre le centre de formation du Stade de Reims en 2018. L'équipe rémoise des moins de 19 ans étant dissoute à l'issue de la saison, il rejoint l'AJ Auxerre. 
Il rejoint ensuite l'équipe réserve de l'Amiens Sporting Club en 2022. En juillet 2023, il signe son premier contrat professionnel avec le club amiénois, d'une durée de deux ans.

### Carrière internationale
Rayan Lutin fait partie de l'équipe des Comores des moins de 20 ans quart-de-finaliste de la Coupe arabe des moins de 20 ans en 2021. Il est appelé pour participer au Tournoi Maurice-Revello en 2022 mais doit renoncer en raison d'une blessure. 
Il fait ses débuts avec l'équipe nationale senior des Comores lors d'une victoire 2-0 à Oujda dans le cadre des éliminatoires de la Coupe du monde 2026 contre le Tchad le 17 juin 2024.

## Statistiques

### En club
| Saison                | Club                  | Championnat           | Championnat | Championnat | Championnat | Coupe(s) nationale(s) | Coupe(s) nationale(s) | Coupe(s) nationale(s) | Comores | Comores | Comores | Total | Total | Total |
| Saison                | Club                  | Division              | M.          | B.          | P.d.        | M.                    | B.                    | P.d.                  | M.      | B.      | P.d.    | M.    | B.    | P.d.  |
| 2023-2024             | Amiens SC             | Ligue 2               | 6           | 0           | -           | 2                     | 1                     | -                     | 1       | 0       | 0       | 9     | 1     | 0     |
| Total sur la carrière | Total sur la carrière | Total sur la carrière | 6           | 0           | 0           | 2                     | 1                     | 0                     | 1       | 0       | 0       | 9     | 1     | 0     |

### Internationales
| Matchs internationaux de Rayan Lutin | Matchs internationaux de Rayan Lutin | Matchs internationaux de Rayan Lutin  | Matchs internationaux de Rayan Lutin | Matchs internationaux de Rayan Lutin | Matchs internationaux de Rayan Lutin                | Matchs internationaux de Rayan Lutin                                   |
|                                      | Date                                 | Lieu                                  | Adversaire                           | Résultat                             | Compétition                                         | Notes                                                                  |
| ------------------------------------ | ------------------------------------ | ------------------------------------- | ------------------------------------ | ------------------------------------ | --------------------------------------------------- | ---------------------------------------------------------------------- |
| 1.                                   | 11 juin 2024                         | Stade d'honneur d'Oujda, Oujda, Maroc | Tchad                                | 0 - 2                                | Éliminatoires de la Coupe du monde de football 2026 | Entre en jeu à la place de Youssouf M'Changama à la 83e minute de jeu. |